# 沼泽勿忘草
沼泽勿忘草是紫草科勿忘草属多年生草本植物，原产欧洲、西亚、中亚、北亚，在美洲部分地区归化，常生于浅水或湿草地。